# 367436 Siena
367436 Siena este o planetă minoră (asteroid) din centura de asteroizi. A fost descoperită pe 27 septembrie 2008 la  de Stefan Karge⁠(d). 
Obiectul prezintă o orbită caracterizată de o semiaxă mare de 3,1448920398102 UAi, o excentricitate de 0,15, o înclinație de 4,1 ° în raport cu ecliptica.